# Migdolus morretesi
Migdolus morretesi é uma espécie de coleóptero da tribo Anoplodermatini (Anoplodermatinae). Com distribuição restrita ao estado de São Paulo  (Brasil).